# A.C. Temple
A.C. Temple was een Britse alternatieve rockband uit Sheffield, opgericht in 1985. Ze brachten vier albums uit voordat ze uit elkaar gingen in 1991.

## Bezetting
- Jane Bromley (zang)
- Noel Kilbride (gitaar)
- Jayne Waterfall (drums, 1985–1988)
- Neil Woodward (gitaar, 1985–1988)
- Andy Hartley (basgitaar, 1986–1988)
- Paul Dorrington (gitaar, 1987–1988)
- Tim Beckham (gitaar, 1989–1991)
- Chris Trout (basgitaar, 1989–1991)
- Matt Silcox (drums, 1989–1991)
- Dave Giles (zang, 1985–1987)

## Geschiedenis
De band werd in 1985 opgericht door gitarist Noel Kilbride (gitaar) en Neil Woodward (bas) met Jayne Waterfall (drums) en zanger Dave Giles. Andy Hartley (bas) trad het volgende jaar toe met Jane Bromley, die de zang overnam. Ze mengden industrieel geluid met gitaren en effecten en werden in hun begintijd vergeleken met onder meer The Birthday Party en Sonic Youth. De eerste twee albums Songs of Praise en Blowtorch werden uitgebracht op het Further-label en vervolgens tekenden ze bij Blast First. Ze namen een sessie op voor John Peel's BBC Radio 1 show in 1987. Gitarist Paul Dorrington trad in 1987 toe, maar vertrok het jaar daarop om Tse Tse Fly te formeren. Met bassist Chris Trout (voorheen van Kilgore Trout), gitarist Tim Beckham en drummer Mat Silcox aan boord bracht de band in 1989 hun derde album Sourpuss uit. Een laatste poging, Belinda Backwards, werd uitgebracht in 1991, voordat de band uit elkaar ging. Trout werkte later samen met voormalig Pale Saints-lid Ian Masters in Spoonfed Hybrid. Dorrington sloot zich aan bij The Wedding Present en bleef bij die band tussen 1991 en 1995. Later speelde hij ook op de debuutsingle van Cha Cha Cohen.

## Discografie

### Albums
- 1987: Songs of Praise (Further)
- 1988: Blowtorch (Further)
- 1989: Sourpuss (Blast First)
- 1991: Belinda Backwards (Blast First)

### Singles
- 1989: iss Sky (flexi-disc met The Catalogue magazine - split met Beme Seed)
- 1993: Miss Sky/Undercurrent Ablaze! (flexi-disc met Ablaze! magazine - split met The Wedding Present)